# 草果山悬钩子
草果山悬钩子（学名：Rubus zhaogoshanensis）为蔷薇科悬钩子属下的一个种。

## 扩展阅读
維基物種上的相關：草果山悬钩子